# Achaea mormoides
Achaea mormoides is een vlinder van de familie van de spinneruilen (Erebidae). De wetenschappelijke naam van deze soort is voor het eerst voorgesteld door Francis Walker in een publicatie uit 1858.

## Verspreiding
De soort komt voor in tropisch Afrika waaronder Gambia, Sierra Leone, Liberia, Ghana, Nigeria, Kameroen, Equatoriaal-Guinea, Sao Tomé en Principe, Gabon, Congo-Kinshasa, Oeganda, Angola, Zambia, Malawi, Mozambique, Zimbabwe en Zuid-Afrika.

## Waardplanten
De rups leeft op Ricinus communis (Euphorbiaceae).